# Grimbosq
Grimbosq (prononciation : [grɛ̃bo:] « grinbô ») est une commune française, située à 15 km au sud de Caen, dans le département du Calvados en région Normandie, peuplée de 284 habitants.

## Géographie
Grimbosq est située à l'ouest de la forêt du même nom, dans un méandre de l'Orne, c'est-à-dire entre la forêt et le fleuve.
| Trois-Monts                            | Sainte-Honorine-du-Fay, Maizet | Mutrécy                                           |
| Trois-Monts                            | Grimbosq                       | Saint-Laurent-de-Condel                           |
| Goupillières, Les Moutiers-en-Cinglais | Les Moutiers-en-Cinglais       | Saint-Laurent-de-Condel, Les Moutiers-en-Cinglais |

### Hydrographie
La commune est située dans le bassin Seine-Normandie. Elle est drainée par l'Orne, le ruisseau de la Grande Vallée, le ruisseau de Coupe-Gorge et le ruisseau de la Petite Vallée,,.
L'Orne, d'une longueur de 170 km, prend sa source dans la commune d'Aunou-sur-Orne et se jette  dans l'embouchure de l'Orne à Merville-Franceville-Plage, après avoir traversé 60 communes. Les caractéristiques hydrologiques de l'Orne sont données par la station hydrologique située sur la commune. Le débit moyen mensuel est de 20,8 m3/s. Le débit moyen journalier maximum est de 240 m3/s, atteint lors de la crue du 4 février 2021. Le débit instantané maximal est quant à lui de 257 m3/s, atteint le même jour.

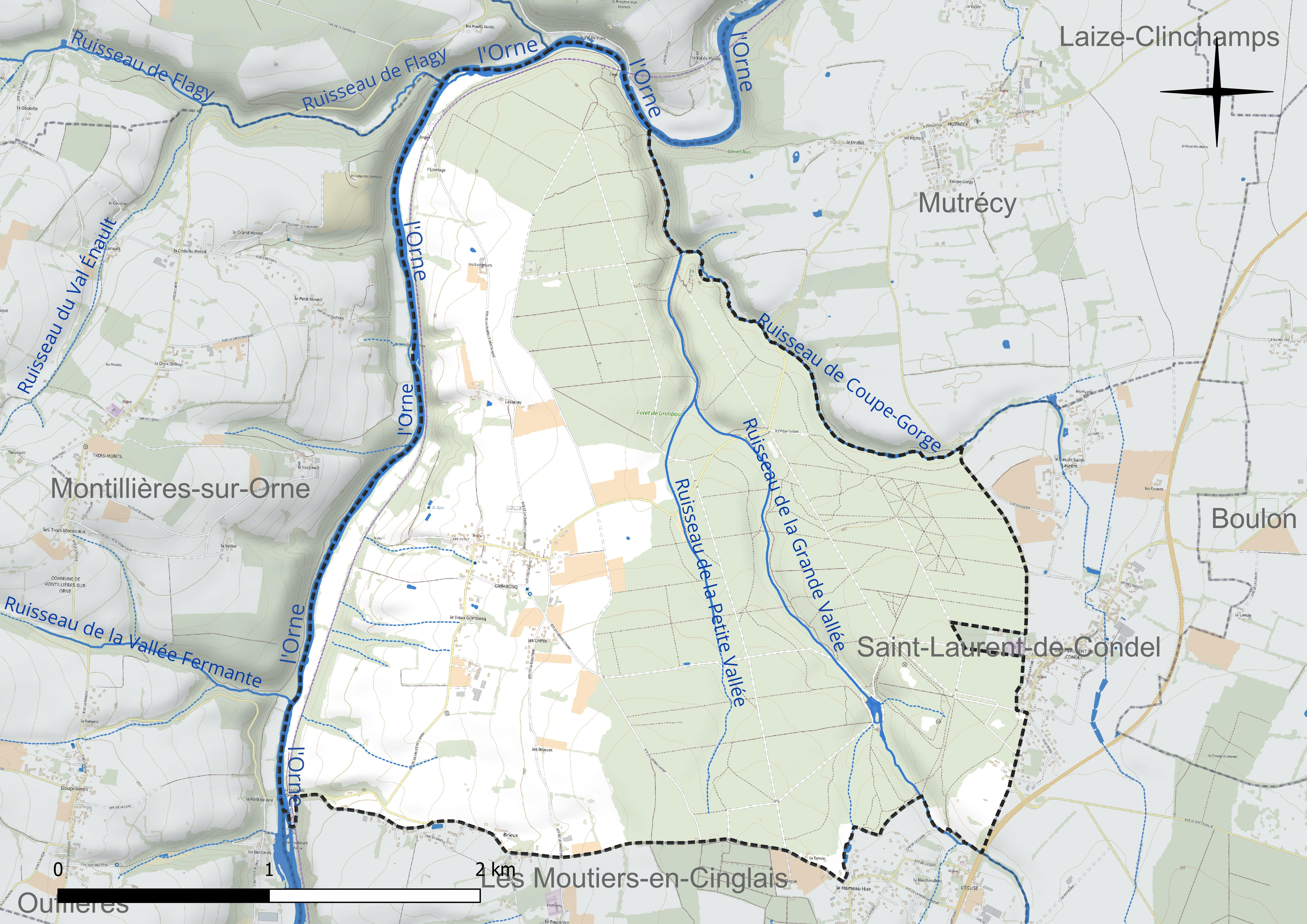
Réseau hydrographique de Grimbosq.

### Climat
Pour des articles plus généraux, voir Climat de la Normandie et Climat du Calvados.
En 2010, le climat de la commune est de type climat océanique franc, selon une étude du CNRS s'appuyant sur une série de données couvrant la période 1971-2000. En 2020, Météo-France publie une typologie des climats de la France métropolitaine dans laquelle la commune est exposée à un climat océanique et est dans la région climatique  Normandie (Cotentin, Orne), caractérisée par une pluviométrie relativement élevée (850 mm/a) et un été frais (15,5 °C) et venté. Parallèlement le GIEC normand, un groupe régional d'experts sur le climat, différencie quant à lui, dans une étude de 2020, trois grands types de climats pour la région Normandie, nuancés à une échelle plus fine par les facteurs géographiques locaux. La commune est, selon ce zonage, exposée à un « climat contrasté des collines », correspondant au Bocage normand, bien arrosé, voire très arrosé sur les reliefs les plus exposés au flux d'ouest, et frais en raison de l'altitude.
Pour la période 1971-2000, la température annuelle moyenne est de 10,6 °C, avec  une amplitude thermique annuelle de 12,6 °C. Le cumul annuel moyen de précipitations est de 791 mm, avec 12,3 jours de précipitations en janvier et 7,7 jours en juillet. Pour la période 1991-2020, la température moyenne annuelle observée sur la station météorologique la plus proche, située sur la commune de Fresney-le-Vieux à 6 km à vol d'oiseau, est de 10,8 °C et le cumul annuel moyen de précipitations est de 826,3 mm,. Pour l'avenir, les paramètres climatiques de la commune estimés pour 2050 selon différents scénarios d'émission de gaz à effet de serre sont consultables sur un site dédié publié par Météo-France en novembre 2022.

## Urbanisme

### Typologie
Au 1er janvier 2024, Grimbosq est catégorisée commune rurale à habitat dispersé, selon la nouvelle grille communale de densité à 7 niveaux définie par l'Insee en 2022.
Elle est située hors unité urbaine. Par ailleurs la commune fait partie de l'aire d'attraction de Caen, dont elle est une commune de la couronne,. Cette aire, qui regroupe 296 communes, est catégorisée dans les aires de 200 000 à moins de 700 000 habitants,.

### Occupation des sols
L'occupation des sols de la commune, telle qu'elle ressort de la base de données européenne d'occupation biophysique des sols Corine Land Cover (CLC), est marquée par l'importance des forêts et milieux semi-naturels (61,1 % en 2018), une proportion sensiblement équivalente à celle de 1990 (61,2 %). La répartition détaillée en 2018 est la suivante : forêts (61,1 %), prairies (25,6 %), terres arables (8,5 %), zones urbanisées (4,8 %). L'évolution de l'occupation des sols de la commune et de ses infrastructures peut être observée sur les différentes représentations cartographiques du territoire : la carte de Cassini (XVIIIe siècle), la carte d'état-major (1820-1866) et les cartes ou photos aériennes de l'IGN pour la période actuelle (1950 à aujourd'hui).

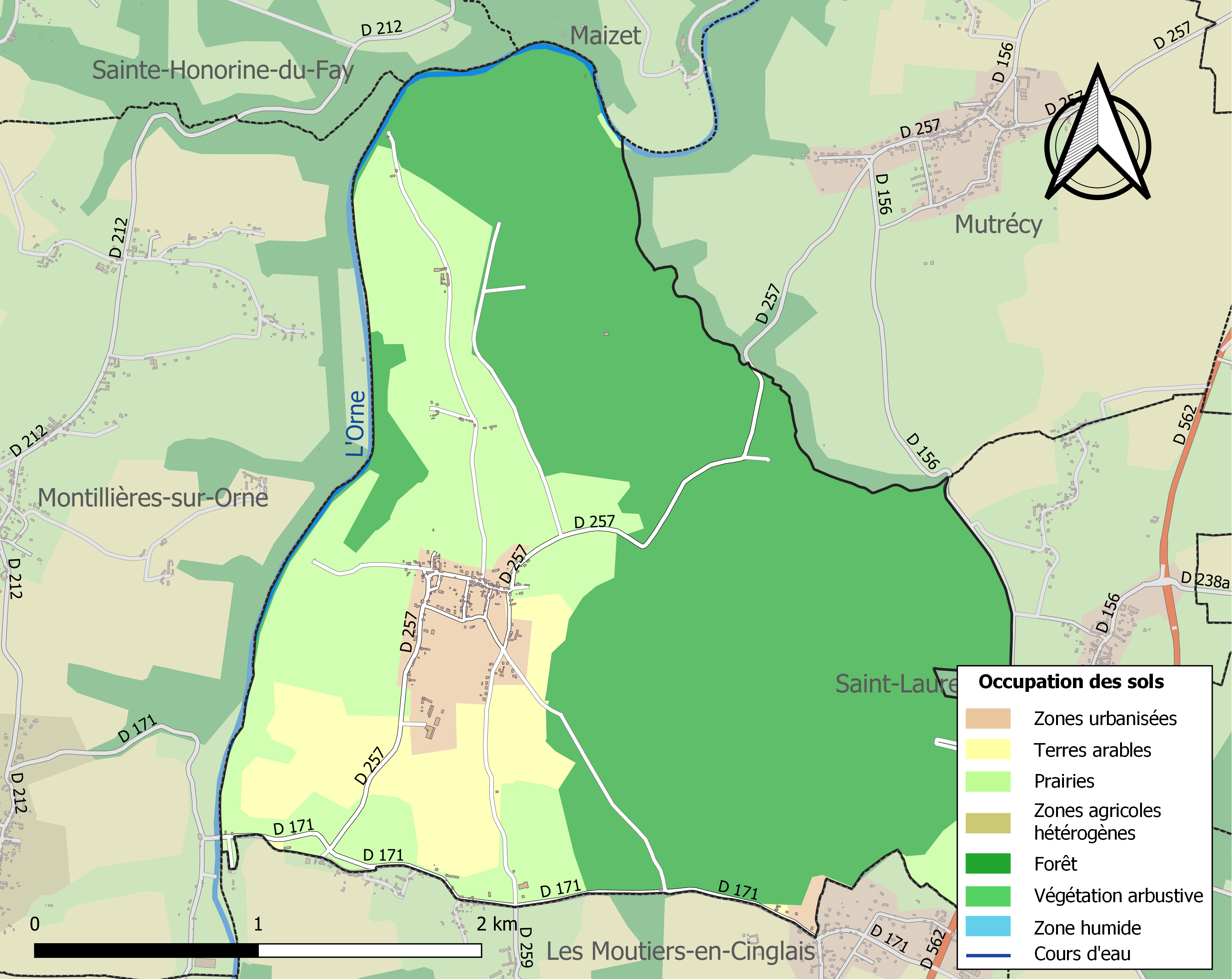
Carte des infrastructures et de l'occupation des sols de la commune en 2018 (CLC).

## Toponymie

### Attestations anciennes
La localité et la forêt éponyme ne sont mentionnés que tardivement sous les formes Grimbost en 1356 (livre pelut de Bayeux), Grienbosc en 1371 (assiette de la vicomté de Caen), [Sanctus Petrus de] Grymbosc en 1417 (magni rotuli, p. 277), Grinbosq en 1450 (Bibliothèque nationale. recueil d'Harcourt, p. 23), Grinbault en 1675 (carte de Petite); Grimbold 1682 (carte de Jolliot), Grimbaux en 1694 (carte de Tolin), Grimbault en 1707 (état des revenus du duché d'Harcourt).

### Étymologie
L'élément -bosc représente le mot bosc, ancienne forme du mot bois,,, qui a évolué phonétiquement et graphiquement en français, mais est noté tel quel en dialecte normand, bien qu'il ait aussi évolué phonétiquement, mais de manière sensiblement différente. Cependant, il est surtout fréquent en Haute-Normandie où il est orthographié bosc et plus rare en Basse-Normandie où il est généralement noté bosq ou boscq. On le prononce traditionnellement « bô » [bo:] (ou « boc » [bɔk]), d'où la prononciation locale « grinbô ». Il a ici le sens de « forêt ».
L'élément Grim- s'expliquerait par l'anthroponyme germanique Grimo,,.
Ce nom de personne, quoique attesté, ne semble pas se retrouver ailleurs dans la toponymie normande. En outre, la proximité au nord des toponymes Grainville-sur-Odon (Grainvilla en 1077) et Grainville-Langannerie (Garenvilla, Guarinvilla en 1196), connus par des formes beaucoup plus anciennes, postule plutôt en faveur du nom de personne Gairinus (Gairin) > Guérin. En revanche, les formes les plus anciennes des Grainville de Seine-Maritime et de l'Eure sont toutes du type Grinvilla, comme celle de Grainval (Seine-Maritime, Fécamp, Grinval de 1040 à 1204), formes identiques aux plus anciennes relevées pour Grimbosq (cf. supra). Il existe un très grand nombre de Grainville, toponyme spécifiquement normand, ce qui conduit à émettre l'hypothèse du nom de personne norrois Grimr (souvent latinisé en Grinius dans les textes).
Le gentilé est Grimbosquais.

## Histoire
La forêt de Grimbosq occupait pendant le Moyen Âge la surface où se situe actuellement le bourg, à la suite de la construction du château d'Olivet, des paysans s'installèrent à proximité.
En 1345, le seigneur de « Grimbosc » est Guy de Tournebu qui avait, dans le cadre de la guerre de Cent Ans prit, à Ouistreham un moine, soupçonné d'être un espion anglais.

## Politique et administration
| Période                                  | Période  | Identité     | Étiquette | Qualité     |
| ---------------------------------------- | -------- | ------------ | --------- | ----------- |
| 1989                                     | En cours | Gilles Bunel | SE        | Agriculteur |
| Les données manquantes sont à compléter. |          |              |           |             |

Le conseil municipal est composé de onze membres dont le maire et deux adjoints.

## Démographie
L'évolution du nombre d'habitants est connue à travers les recensements de la population effectués dans la commune depuis 1793. Pour les communes de moins de 10 000 habitants, une enquête de recensement portant sur toute la population est réalisée tous les cinq ans, les populations de référence des années intermédiaires étant quant à elles estimées par interpolation ou extrapolation. Pour la commune, le premier recensement exhaustif entrant dans le cadre du nouveau dispositif a été réalisé en 2008.
En 2022, la commune comptait 284 habitants, en évolution de −2,41 % par rapport à 2016 (Calvados : +1,58 %, France hors Mayotte : +2,11 %).
Grimbosq a compté jusqu'à 433 habitants en 1836.
| 1793 | 1800 | 1806 | 1821 | 1831 | 1836 | 1841 | 1846 | 1851 |
| ---- | ---- | ---- | ---- | ---- | ---- | ---- | ---- | ---- |
| 401  | 214  | 308  | 391  | 410  | 433  | 415  | 411  | 404  |

| 1856 | 1861 | 1866 | 1872 | 1876 | 1881 | 1886 | 1891 | 1896 |
| ---- | ---- | ---- | ---- | ---- | ---- | ---- | ---- | ---- |
| 393  | 374  | 372  | 369  | 340  | 326  | 328  | 332  | 320  |

| 1901 | 1906 | 1911 | 1921 | 1926 | 1931 | 1936 | 1946 | 1954 |
| ---- | ---- | ---- | ---- | ---- | ---- | ---- | ---- | ---- |
| 270  | 250  | 241  | 209  | 193  | 214  | 196  | 165  | 185  |

| 1962 | 1968 | 1975 | 1982 | 1990 | 1999 | 2006 | 2008 | 2013 |
| ---- | ---- | ---- | ---- | ---- | ---- | ---- | ---- | ---- |
| 190  | 193  | 184  | 283  | 285  | 302  | 283  | 277  | 291  |

| 2018 | 2022 | - | - | - | - | - | - | - |
| ---- | ---- | - | - | - | - | - | - | - |
| 284  | 284  | - | - | - | - | - | - | - |

## Culture locale et patrimoine

### Lieux et monuments
- Site du château d'Olivet, motte castrale du XIe siècle inscrite au titre des monuments historiques par arrêté du 21 juillet 1988[33].
- Enceinte du Houel au sud-est du village, à 1 km de Saint-Laurent-de-Condel, sur le flanc de la vallée d'un affluent de l'Orne[34]. Le site se présente sous la forme d'une petite enceinte trapézoïdale de 30 à 35 mètres de côté avec un rempart de terre de 4 m de haut[35].
- Église Saint-Pierre du XIXe siècle.
- Vestiges d'un château au Vieux-Manet à la lisière sud de la forêt de Grimbosq[36].
- Chapelle Sainte-Anne de Grimbosq.
- La forêt de Grimbosq.
- Le lavoir sur la D 257, du début XIXe siècle, inscrit à l'Inventaire général du patrimoine culturel[37] typique du Cinglais.
- Le monument aux morts de la Première Guerre mondiale derrière l'église.

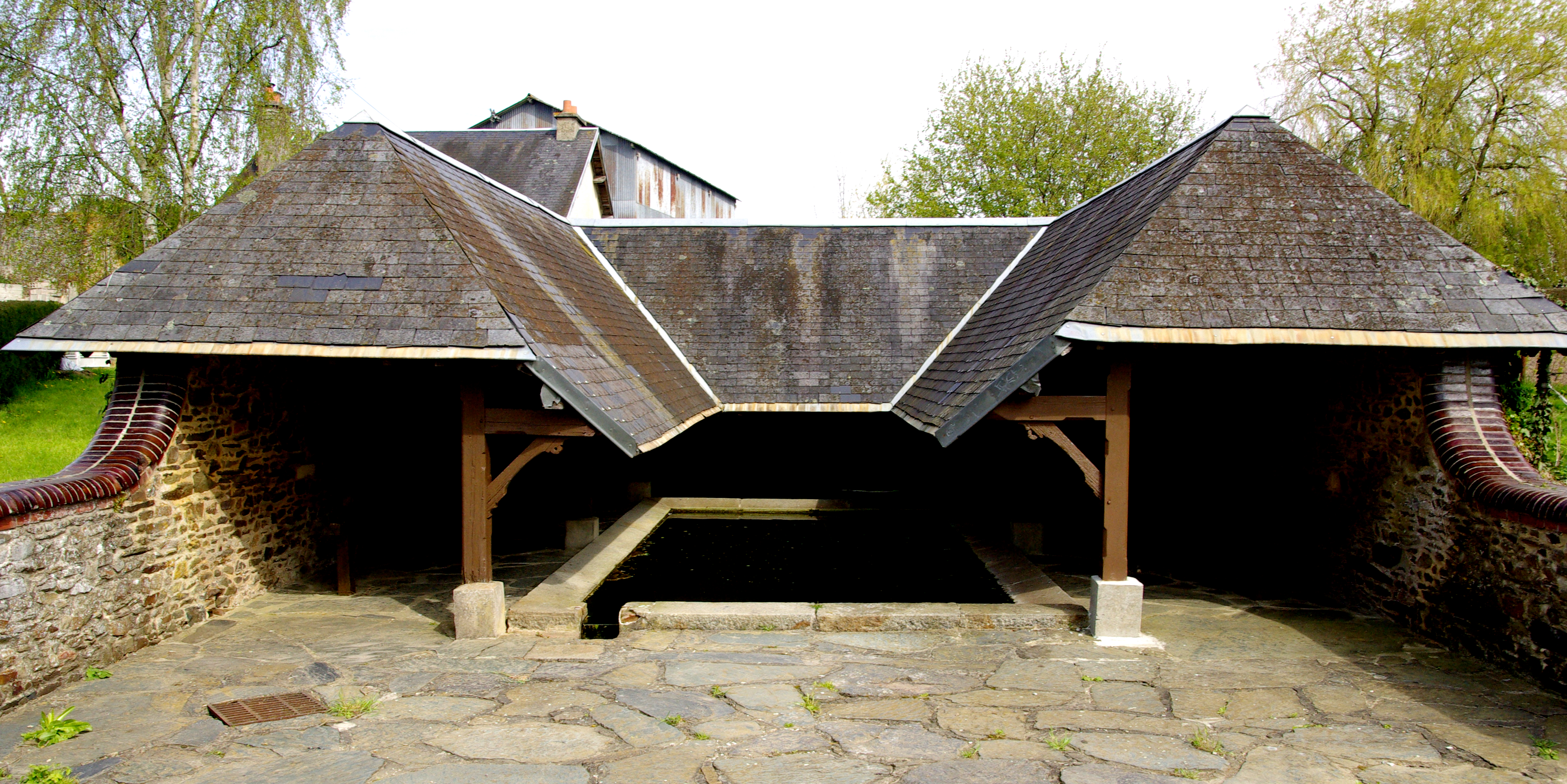
Le lavoir sur la D 257.
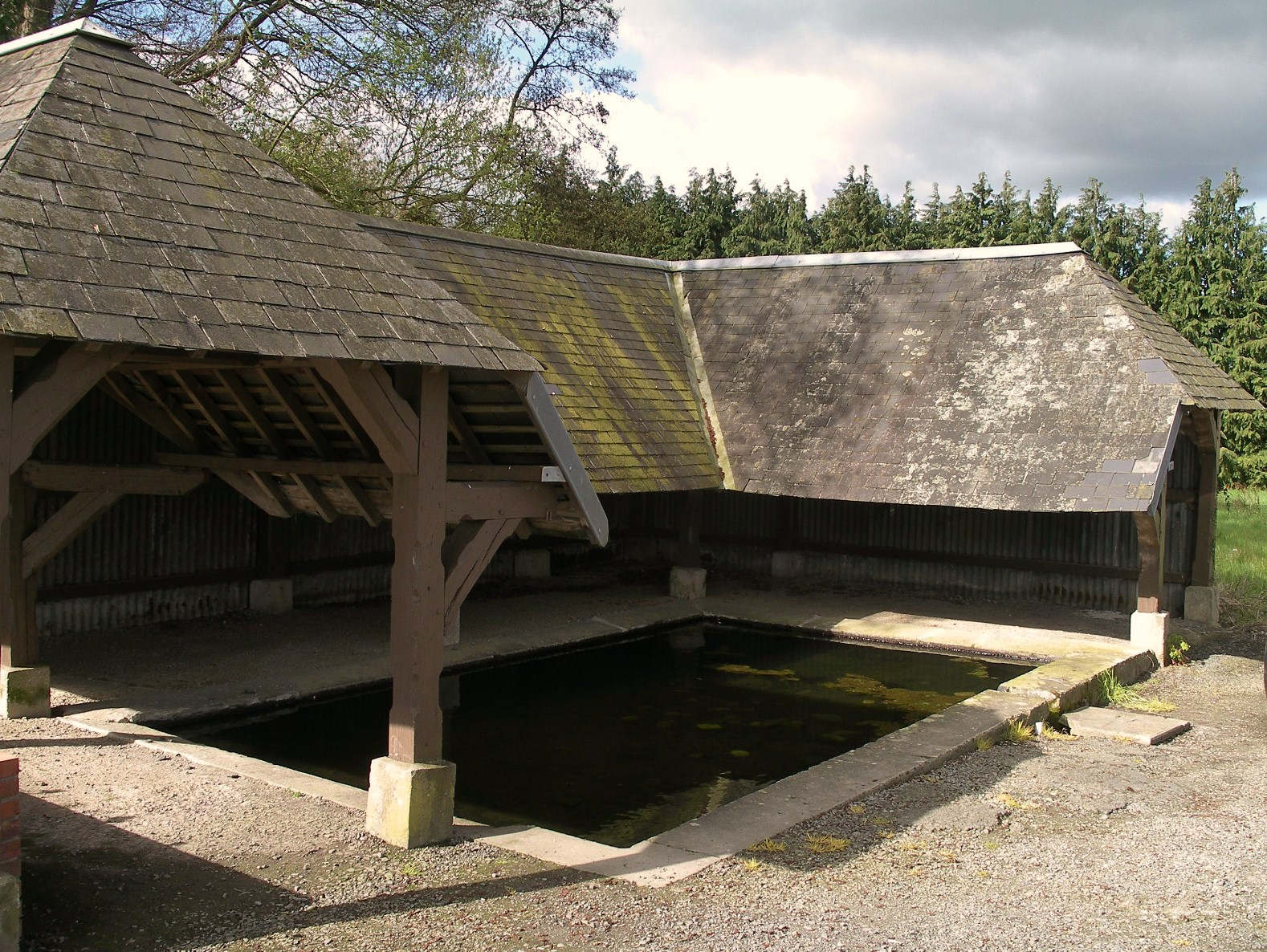
Le lavoir du chemin du Calvaire.
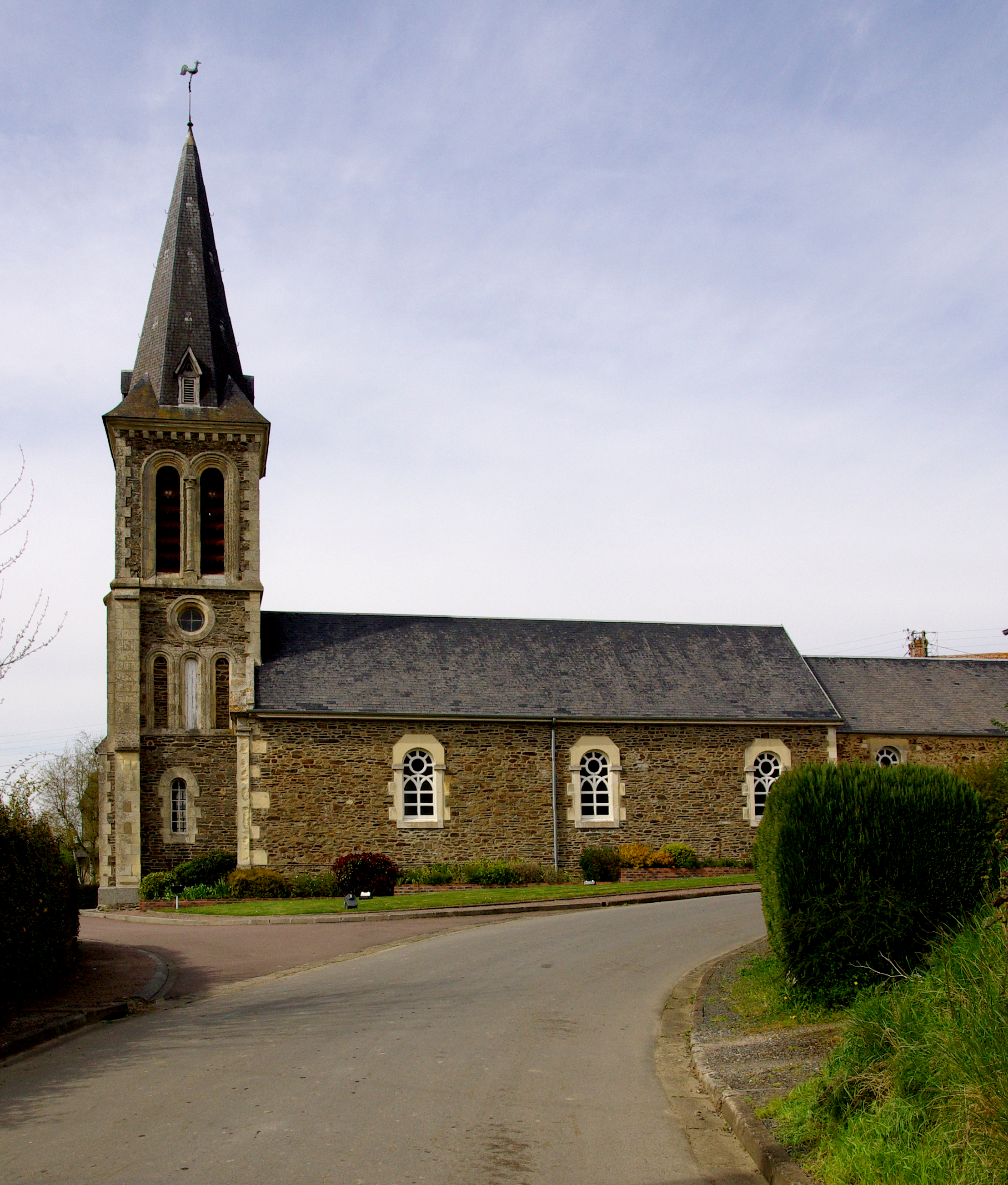
L'église Saint-Pierre.
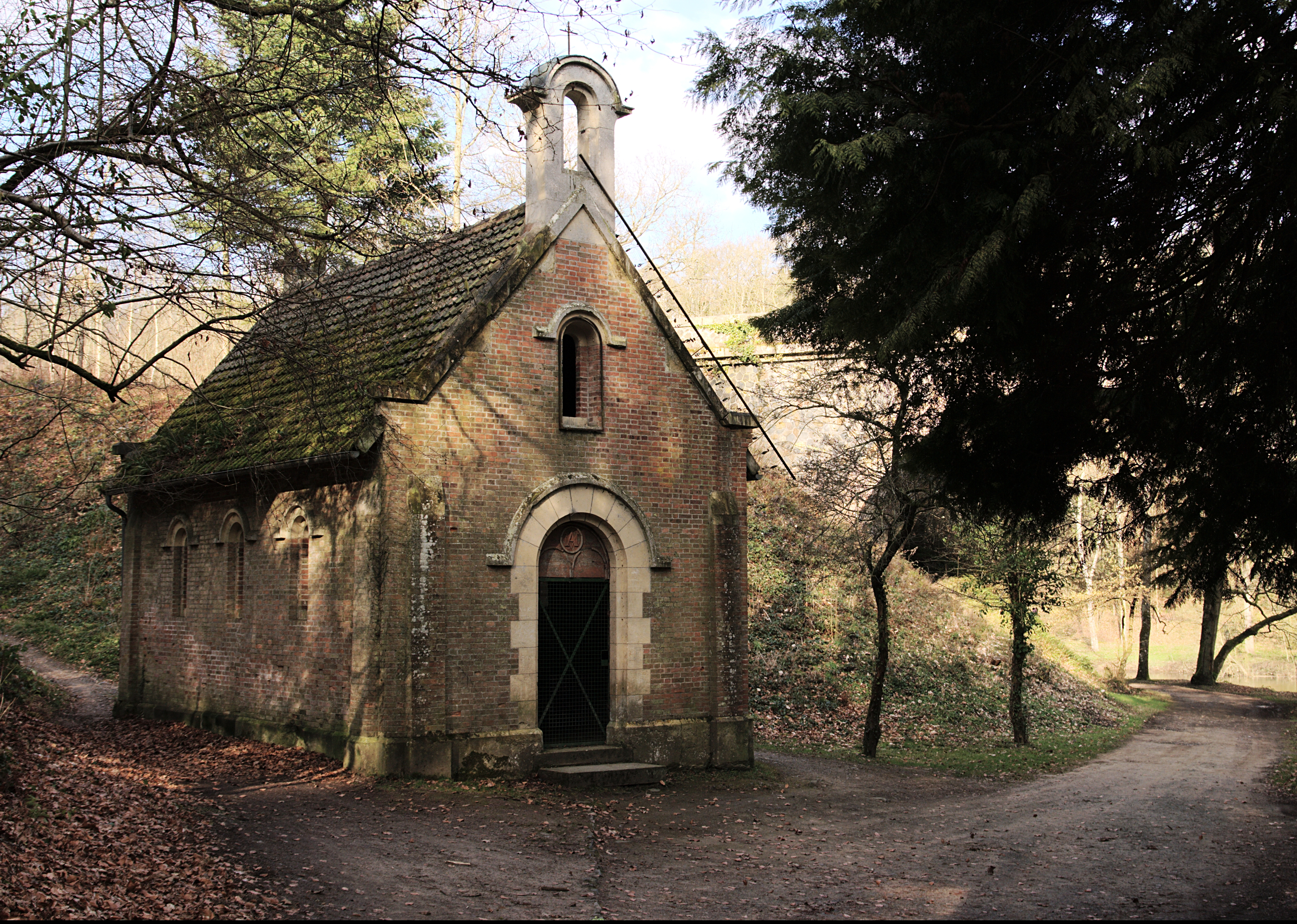
La chapelle Sainte-Anne située dans la forêt de Grimbosq, sur la rive droite de l'Orne.
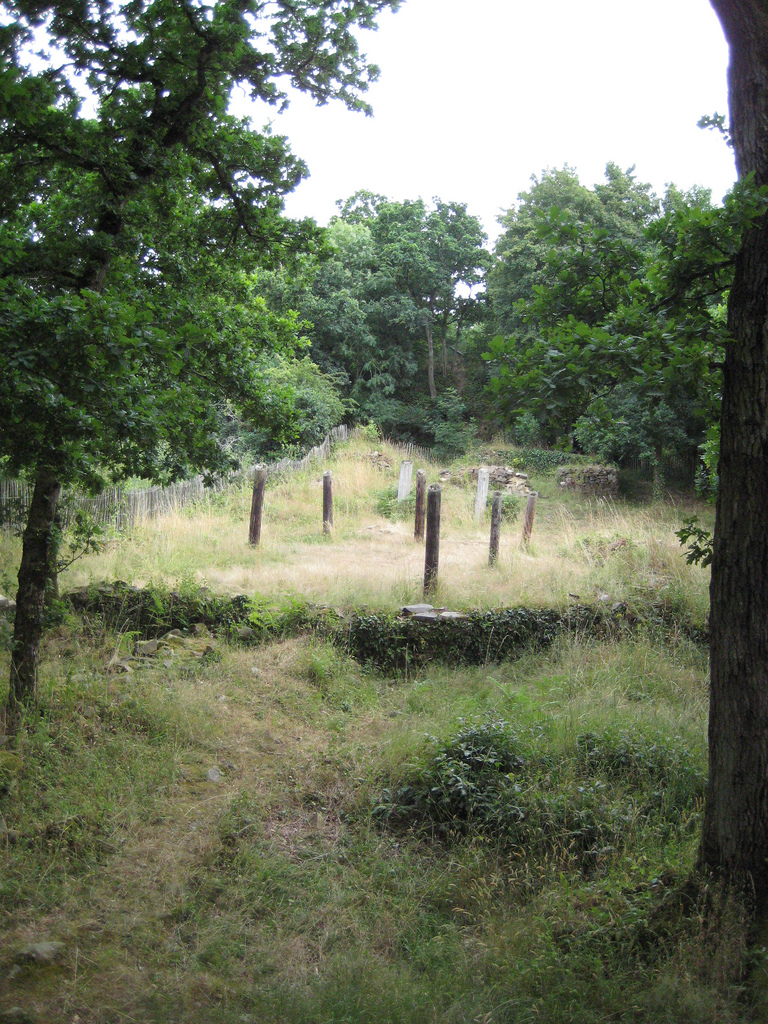
Le château d'Olivet, motte castrale.
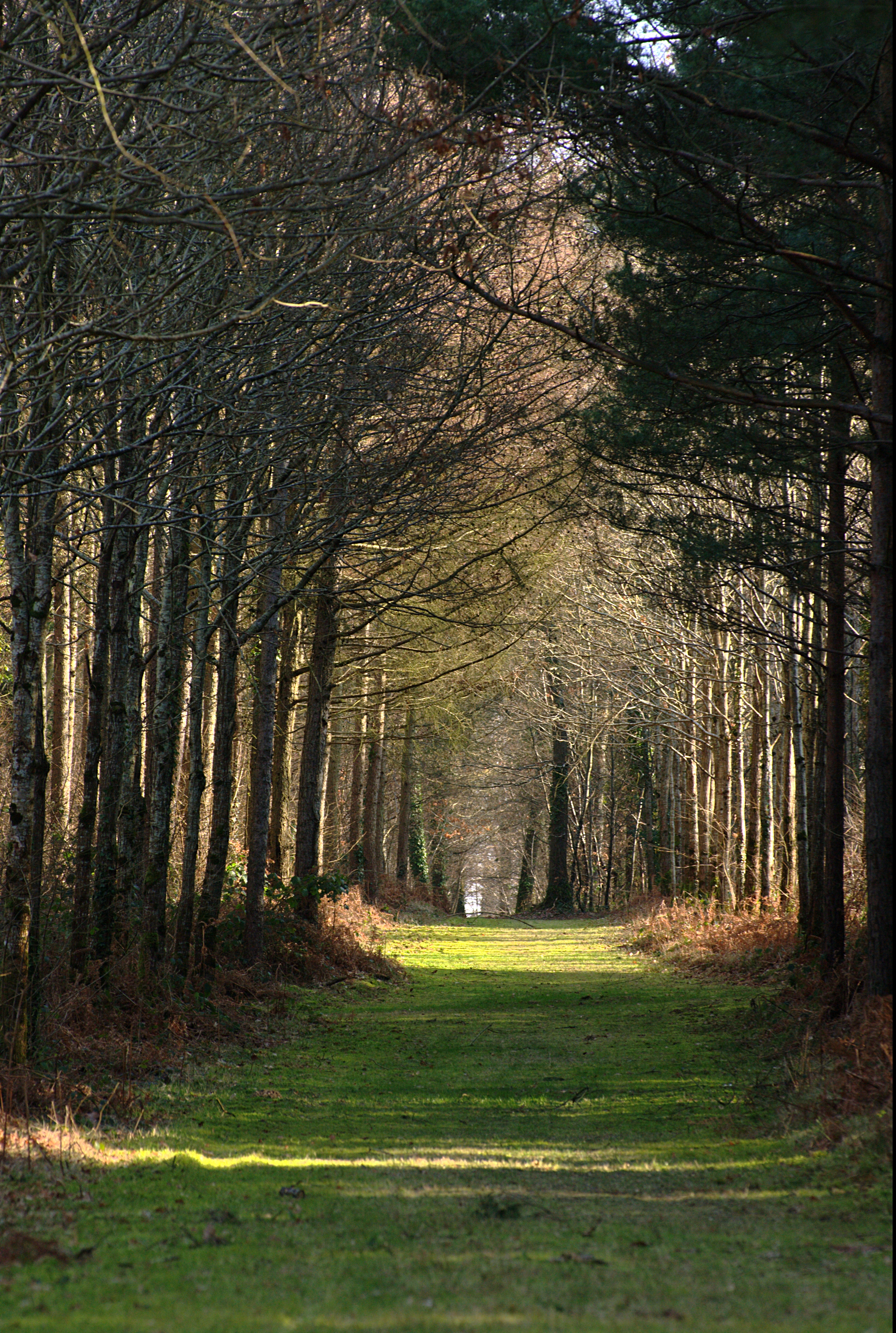
Dans la forêt de Grimbosq.
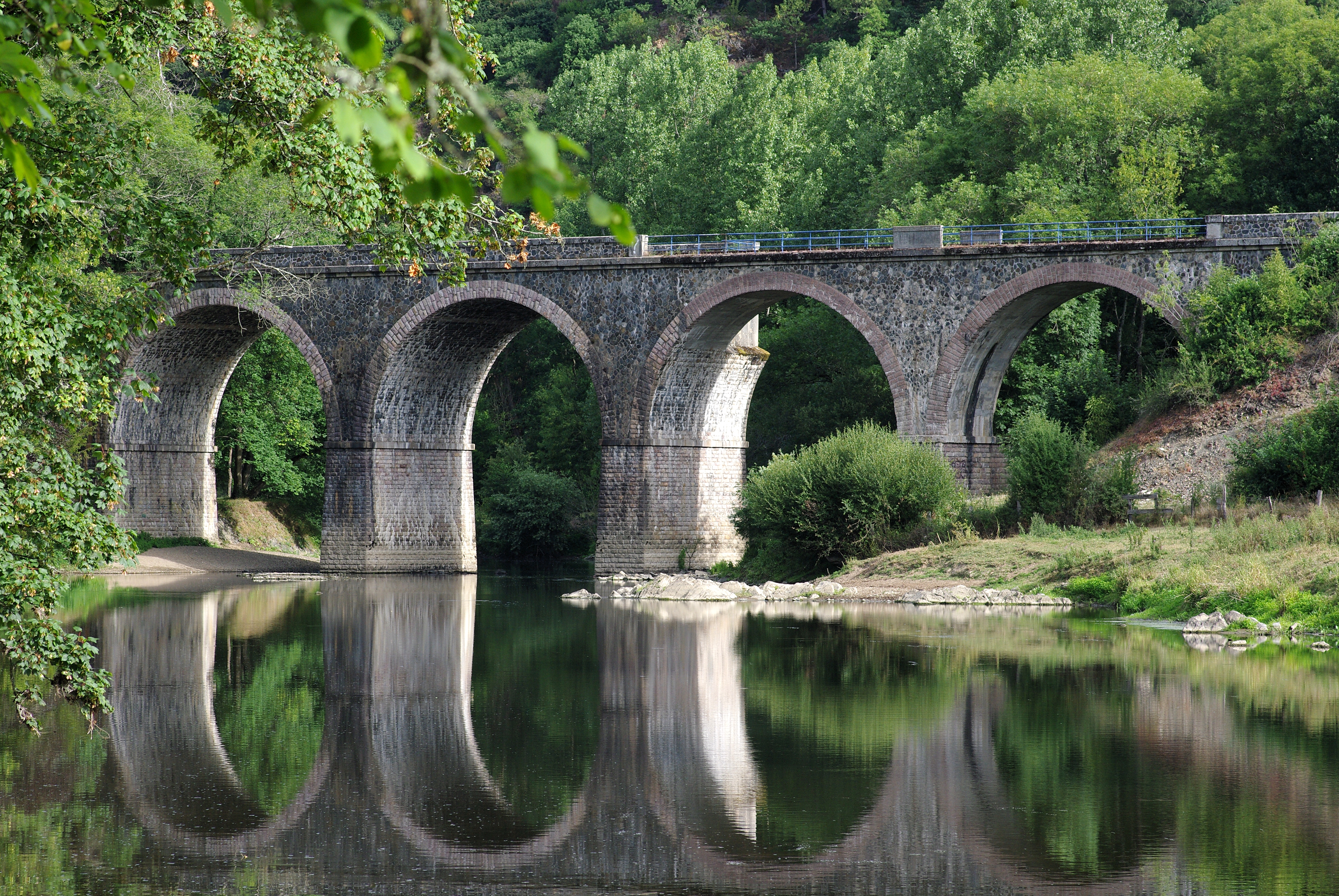
Le pont ferroviaire sur l'Orne.

### Héraldique
| Armes de Grimbosq | Les armes de la commune de Grimbosq se blasonnent ainsi : Parti : au 1er d'argent à l'arbre arraché de sinople, au 2e d'azur aux quatre épis de blé d'or liés en gerbe. |